# Auchy-la-Montagne
Auchy-la-Montagne és un municipi francès, situat al departament de l'Oise i a la regió dels Alts de França. L'any 2007 tenia 469 habitants.

## Demografia

### Població
El 2007 la població de fet d'Auchy-la-Montagne era de 469 persones. Hi havia 160 famílies de les quals 28 eren unipersonals (16 homes vivint sols i 12 dones vivint soles), 60 parelles sense fills i 72 parelles amb fills.
La població ha evolucionat segons el següent gràfic:
Habitants censats

### Habitatges
El 2007 hi havia 185 habitatges, 173 eren l'habitatge principal de la família, 7 eren segones residències i 5 estaven desocupats. 178 eren cases i 2 eren apartaments. Dels 173 habitatges principals, 143 estaven ocupats pels seus propietaris, 27 estaven llogats i ocupats pels llogaters i 3 estaven cedits a títol gratuït; 2 tenien una cambra, 8 en tenien dues, 19 en tenien tres, 27 en tenien quatre i 117 en tenien cinc o més. 133 habitatges disposaven pel capbaix d'una plaça de pàrquing. A 67 habitatges hi havia un automòbil i a 96 n'hi havia dos o més.

### Piràmide de població
La piràmide de població per edats i sexe el 2009 era:
| Homes | Edats   | Dones |
| ----- | ------- | ----- |
| 0     | 95 o +  | 0     |
| 0     | 90 a 94 | 0     |
| 0     | 85 a 89 | 4     |
| 4     | 80 a 84 | 4     |
| 12    | 75 a 79 | 4     |
| 20    | 70 a 74 | 8     |
| 8     | 65 a 69 | 4     |
| 4     | 60 a 64 | 8     |
| 12    | 55 a 59 | 12    |
| 20    | 50 a 54 | 8     |
| 24    | 45 a 49 | 24    |
| 8     | 40 a 44 | 8     |
| 16    | 35 a 39 | 12    |
| 12    | 30 a 34 | 16    |
| 16    | 25 a 29 | 16    |
| 16    | 20 a 24 | 4     |
| 12    | 15 a 19 | 16    |
| 12    | 10 a 14 | 8     |
| 16    | 5 a 9   | 20    |
| 28    | 0 a 4   | 20    |

## Economia
El 2007 la població en edat de treballar era de 313 persones, 240 eren actives i 73 eren inactives. De les 240 persones actives 212 estaven ocupades (114 homes i 98 dones) i 28 estaven aturades (11 homes i 17 dones). De les 73 persones inactives 34 estaven jubilades, 24 estaven estudiant i 15 estaven classificades com a «altres inactius».

### Ingressos
El 2009 a Auchy-la-Montagne hi havia 173 unitats fiscals que integraven 496 persones, la mediana anual d'ingressos fiscals per persona era de 18.330 €.

### Activitats econòmiques
Dels 17 establiments que hi havia el 2007, 5 eren d'empreses de construcció, 6 d'empreses de comerç i reparació d'automòbils, 1 d'una empresa de transport, 3 d'empreses d'hostatgeria i restauració, 1 d'una empresa d'informació i comunicació i 1 d'una empresa de serveis.
Dels 6 establiments de servei als particulars que hi havia el 2009, 3 eren paletes, 1 electricista i 2 restaurants.
L'any 2000 a Auchy-la-Montagne hi havia 14 explotacions agrícoles que ocupaven un total de 850 hectàrees.

## Equipaments sanitaris i escolars
El 2009 hi havia una escola elemental integrada dins d'un grup escolar amb les comunes properes formant una escola dispersa.

## Poblacions més properes
El següent diagrama mostra les poblacions més properes.